# Zaglyptogastra erythraspis
Zaglyptogastra erythraspis är en stekelart som först beskrevs av Cameron 1909.  Zaglyptogastra erythraspis ingår i släktet Zaglyptogastra och familjen bracksteklar. Inga underarter finns listade i Catalogue of Life.